# Lagoa Seca (kommun)
Lagoa Seca är en kommun i Brasilien.   Den ligger i delstaten Paraíba, i den östra delen av landet, 1 600 km nordost om huvudstaden Brasília. Antalet invånare är 25 911.
Följande samhällen finns i Lagoa Seca:
- Lagoa Seca

Omgivningarna runt Lagoa Seca är en mosaik av jordbruksmark och naturlig växtlighet. Runt Lagoa Seca är det ganska tätbefolkat, med 56 invånare per kvadratkilometer.